# 尼科斯·利貝羅普洛斯
尼科斯·利貝羅普洛斯（希臘語：Νίκος Λυμπερόπουλος，羅馬化：Nikolaos Liberopoulos，1975年8月4日—）是希臘的一位足球運動員。在場上司職前鋒。他曾效力于帕納辛納克斯和雅典AEK兩家足球俱樂部。在2012年歐洲足球錦標賽之後，他宣佈退役。